# Wysoczyzna morenowa
Wysoczyzna morenowa – rozległe, niewysokie wzniesienie utworzone z materiału morenowego, otoczone przeważnie pradolinami.

## Podstawowe typy moren
- morena ablacyjna
- morena boczna
- morena czołowa
- morena denna
- morena powierzchniowa
- morena środkowa
- morena wewnętrzna